# Hrant Melkumjan
Hrant Melkumjan (armenisch Հրանտ Մելքումյան, beim Weltschachbund FIDE Hrant Melkumyan; * 30. April 1989 in Jerewan) ist ein armenischer Schach-Großmeister.

## Erfolge
2006 belegte er bei der U18-Weltmeisterschaft hinter Arik Braun den zweiten Platz. 2009 belegte er einen geteilten ersten Platz beim Chigorin Memorial. 2010 teilte er sich beim Dubai Open ebenfalls den ersten Platz. 2011 wurde er Europameister im Blitzschach. 2013 nahm er am Schach-Weltpokal in Tromsø teil, scheiterte aber in der ersten Runde an Julio Ernesto Granda Zúñiga. Hrant Melkumjans Schachlehrer ist Lewon Aronjan.
Internationaler Meister wurde er im Januar 2007. Die Normen hierfür erzielte er im Februar 2005 in der B-Gruppe des Aeroflot Opens in Moskau, in der iranischen Mannschaftsmeisterschaft der Saison 2005, im Juli 2006 beim Blue-Sewan-Turnier in Sewan (mit Übererfüllung) und bei der U18-Jugendweltmeisterschaft 2006 in Batumi. Seit November 2008 ist er Großmeister. Die Normen für den GM-Titel erzielte er im Juli 2007 beim Mazovian-Festival in Grodzisk Mazowiecki, im März 2008 beim 4. Rectors Cups in Belgorod und im August 2008 mit Übererfüllung bei der U20-Weltmeisterschaft in Gaziantep.

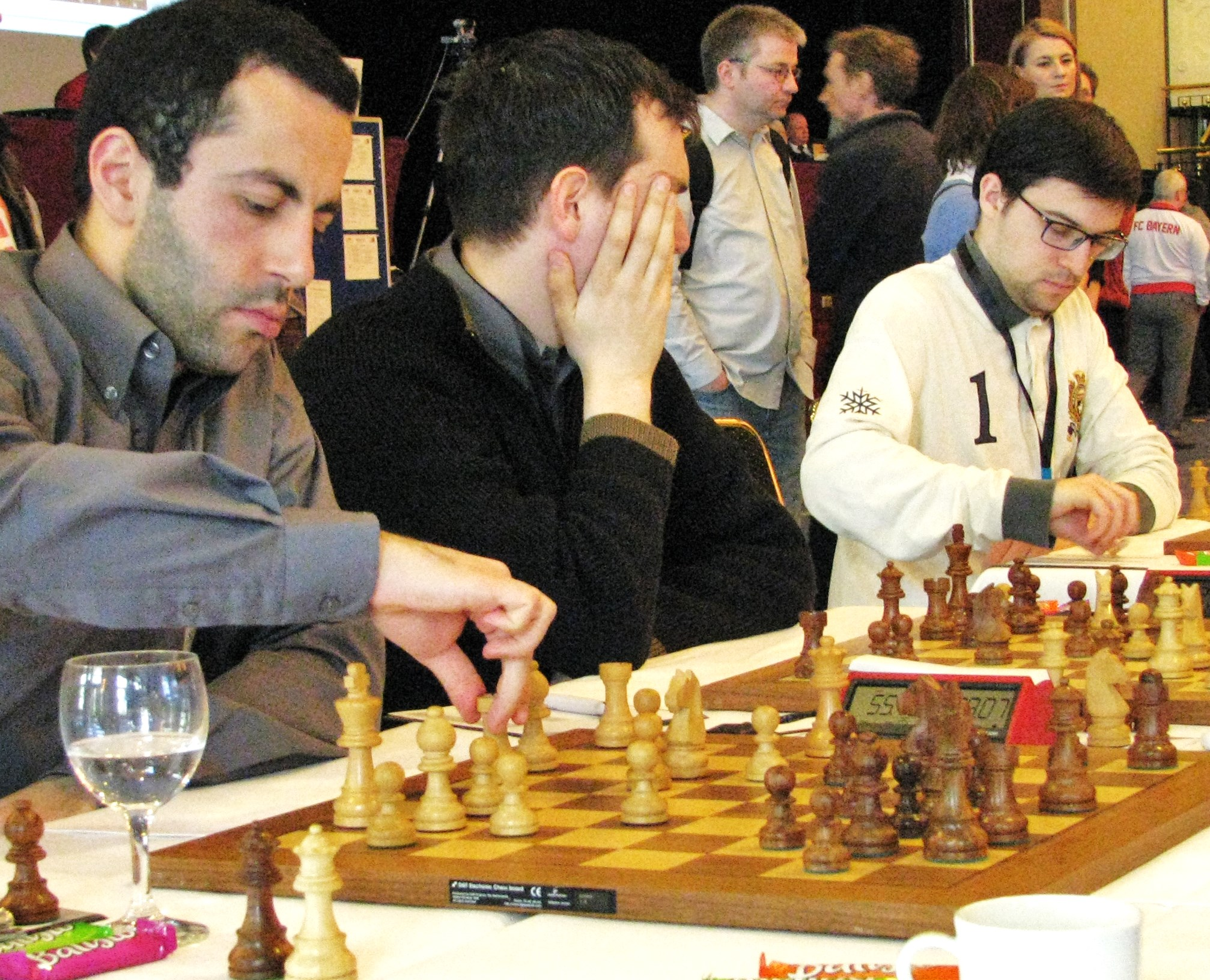
Melkumjan (li.) für die Schachfreunde Berlin bei der Bundesliga-Finalrunde 2017 in Berlin

In der deutschen Schachbundesliga spielte Hrant Melkumjan von der Saison 2011/12 bis zur Saison 2016/17 am Spitzenbrett für die Schachfreunde Berlin, in der österreichischen Bundesliga spielte er, ebenfalls am Spitzenbrett, von der Saison 2013/14 bis zur Saison 2017/18 für den ASVÖ Wulkaprodersdorf. In der armenischen Mannschaftsmeisterschaft spielte er von 2006 bis 2008 für FIMA Jerewan, 2009 für Bank King Jerewan. Mit FIMA Jerewan nahm er auch 2008 am European Club Cup teil, bei dem er 2010 und 2011 MIKA Jerewan vertrat. In der ukrainischen Mannschaftsmeisterschaft spielte er 2008 für die Mannschaft der Nationalen Iwan-Franko-Universität Lwiw. Im Iran spielte er für Ararate Teheran.